# Dieter Wagner (Wirtschaftswissenschaftler)
Dieter Wagner (* 25. September 1947 in Frankfurt am Main) ist ein deutscher Wirtschaftswissenschaftler.

## Leben
Wagner absolvierte zunächst eine Ausbildung zum Organisationsprogrammierer. Sein Abitur holte er auf dem Zweiten Bildungsweg nach. Von 1970 bis 1974 studierte er Wirtschafts- und Sozialwissenschaften an der Universität Gießen und wurde 1978 mit der Dissertation Der institutionalisierte Konflikt in mehrdimensionalen Organisationsstrukturen ökonomischer sozio-technischer Systeme zum Dr. rer. pol. promoviert. Nach der Habilitation war er von 1985 bis 1993 Professor für Personalwesen an der Universität der Bundeswehr Hamburg.
Wagner wechselte an die Universität Potsdam, wo er 1993 den Lehrstuhl für Betriebswirtschaftslehre mit dem Schwerpunkt Organisation und Personalwesen übernahm. Er war von 1999 bis 2004 bzw. von 2007 bis 2011 Vizepräsident für Wissens- und Technologietransfer der Universität Potsdam. 2012 wurde er emeritiert.
1999 war er Gründungsdirektor des Brandenburgischen Instituts für Existenzgründungsmanagement und Mittelstandsförderung (BIEM). Er ist Beiratsvorsitzender von Potsdam Transfer und Sprecher der Geschäftsführung der UP Transfer Gesellschaft für Wissens- und Technologietransfer.
Er war Chefredakteur und Herausgeber der Fachzeitschrift Personal.

## Auszeichnungen
- 2011: Ehrendoktor der National Academy of Governance of Mongolia

## Schriften (Auswahl)
- Helmut Glaubrecht, Ernst Zander: Arbeitszeit im Wandel. Neue Formen der Arbeitszeitgestaltung. Haufe, Freiburg im Breisgau 1984, ISBN 3-448-01415-X. (3. Auflage 1988)
- Konfliktsituationen in alternativen Organisationsmodellen. Analyse und Handhabung von organisationsbedingten Konflikten in komplexen, mehrdimensionalen Strukturen. Minerva-Publikation, München 1988, ISBN 3-597-10567-X.
- Organisation, Führung und Personalmanagement. Neue Perspektiven durch Flexibilisierung und Individualisierung. Haufe, Freiburg im Breisgau 1989, ISBN 3-448-01797-3. (2. Auflage 1991)
- mit Michael Meiser, Ernst Zander: Personal und neue Technologien. Organisatorische Auswirkungen und personalwirtschaftliche Konsequenzen. Oldenbourg, München u. a. 1989, ISBN 3-486-21073-4.
- (Hrsg. mit Ernst Zander, Christoph Hauke): Handbuch der Personalleitung. Funktionen und Konzeptionen der Personalarbeit im Unternehmen. Beck, München 1992, ISBN 3-406-35084-4.
- mit Achim Grawert: Sozialleistungsmanagement. Mitarbeitermotivation mit geringem Aufwand (= Innovatives Personalmanagement. Band 1). Beck, München 1993, ISBN 3-406-35085-2.
- Personalfunktion in der Unternehmensleitung. Grundlagen, empirische Analyse, Perspektiven. Gabler, Wiesbaden 1993, ISBN 3-409-13828-5.
- (Hrsg.): Management. Eine alternative Betrachtung. Hampp, München u. a. 1994, ISBN 3-87988-100-6.
- (Hrsg.): Arbeitszeitmodelle. Flexibilisierung und Individualisierung (= Schriftenreihe Psychologie für das Personalmanagement. Band 7). Verlag für Angewandte Psychologie, Göttingen 1995, ISBN 3-8017-0872-1.
- (Hrsg. mit Heike Nolte): Managementbildung. Grundlagen und Perspektiven (= Hochschulschriften zum Personalwesen. Band 22). Hampp, München u. a. 1996, ISBN 3-87988-172-3.
- (Hrsg.): Bewältigung des ökonomischen Wandels. Entwicklungen der Transformationsforschung in Ost und West. Beiträge zur "1st Potsdam Summer School in Management and Economics" 1996 (= Arbeit, Organisation und Personal im Transformationsprozess. Band 3). Hampp, München u. a. 1997, ISBN 3-87988-250-9.
- (Hrsg.): Personal und Personalmanagement in der modernen Verwaltung (= Schriftenreihe des Kommunalwissenschaftlichen Instituts der Universität Potsdam. Band 3). Duncker & Humblot, Berlin 1998, ISBN 3-428-09591-X.
- (Hrsg. mit Bernd-Friedrich Voigt): Diversity-Management als Leitbild von Personalpolitik. Deutscher Universitäts-Verlag, Wiesbaden 2007, ISBN 978-3-8350-0796-3.
- (Hrsg. mit Susanne Herlt): Perspektiven des Personalmanagements 2015. Gabler, Wiesbaden 2010, ISBN 978-3-8349-2379-0.
- (Hrsg. mit Christian Scholz): Finanzierung technologieorientierter Unternehmensgründungen in Deutschland (= Beiträge zu Gründung, Unternehmertum und Mittelstandsentwicklung. Band 3).  Eul, Lohmar u. a. 2011, ISBN 978-3-8441-0023-5.